# Isabella Tomasi
Maria Crocifissa della Concezione, nascida Isabella Tomasi di Lampedusa (Agrigento, 29 de maio de 1645 — Palma di Montechiaro, 16 de outubro de 1699) foi uma nobre italiana e freira católica, conhecida por suas experiências místicas entre as religiosas beneditinas do mosteiro de Palma di Montechiaro. Em 1787, foi declarada venerável pelo Papa Pio VI.

## Biografia

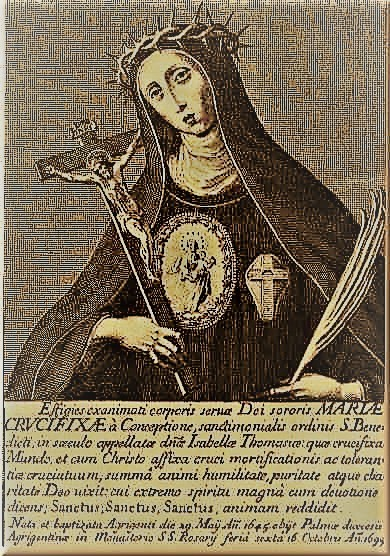
Estampa do livro redigido por Girolamo Turano, com uma pequena hagiografia de Maria Crocifissa

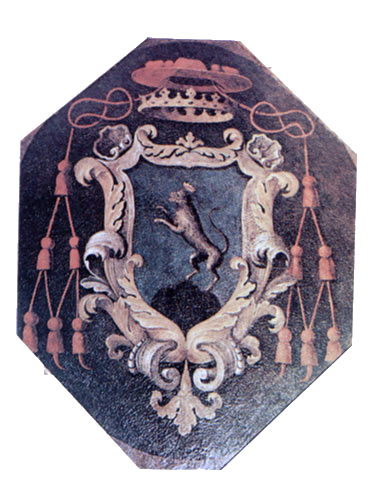
Brasão de armas da família Tomasi di Lampedusa

Isabella Tomasi di Lampedusa nasceu em Agrigento no dia 29 de maio de 1645. Segunda filha do Duque de Palma Giulio Tomasi, Príncipe de Lampedusa, e de Rosalia Traina, Baronesa de Falconeri e Torretta. Foi educada num ambiente familiar muito cristão que sempre caracterizou a família Tomasi di Lampedusa. Não se sabe se naquela época ela já estava destinada à vida monástica pela família, embora seja provável que assim fosse. Por outro lado, o mesmo havia sido feito com seu irmão São José Maria Tomasi, que se tornaria cardeal e que seria canonizado, e com as outras duas irmãs, Francesca e Antonia.
O pai das jovens, Giulio, e seu irmão Carlo pediram e obtiveram permissão da cúria para construir um mosteiro beneditino de clausura em Palma di Montechiaro, dedicado ao SS. Rosário. Renovaram assim o seu palácio ducal (os Tomasis eram senhores feudais de Palma) transformando-o num cenóbio adjacente à catedral da época que se tornou a igreja da comunidade religiosa.
Isabella Tomasi ingressou na Ordem em 7 de outubro de 1660 e fez os votos, assumindo o nome de Maria Crocifissa della Concezione.
Assim iniciou a sua vida religiosa, dedicando-se à meditação, aos trabalhos mais humildes e à unidade íntima e fervorosa com o Senhor. O bispo de Agrigento, Ignazio D'Amico, ao saber da devoção da freira, enviou três jesuítas para confirmar o que havia aprendido. Os três sacerdotes ficaram impressionados com a santidade de Maria Crocifissa e relataram-na ao prelado quando regressaram.
Diz-se que em 1672 ela teve uma visão de Nossa Senhora das Dores que lhe disse: "A cruz será o seu recinto perpétuo... A cruz já está estabelecida, só falta subir lentamente nela... para ser crucificada perfeitamente".
Segundo o testemunho de uma das suas irmãs, que vivia com ela na comunidade, ela vivia continuamente em penitência, aceitando com alegria as enfermidades que a atingiam e depois a levaram à morte prematura.
A Irmã Maria era conhecida por gritar e desmaiar no altar. Ela frequentemente alertava os outros de que o diabo estava tentando fazê-la servir ao mal em vez de a Deus.
Morreu em 16 de outubro de 1699, no mosteiro onde vivia, pronunciando as palavras: "Santo, Santo, Santo".

## Lettera del Diavolo
Segundo a lenda, o diabo usou Maria Crocifissa para escrever uma mensagem criptografada. O acontecimento é descrito em fontes históricas da forma como a freira acordou de manhã com a mão suja de tinta e ao lado dela havia uma folha escrita. Ninguém conseguiu decifrar a escrita, o motivou ela permanecer guardada no mosteiro por 342 anos. Ao longo dos séculos, os estudiosos acreditaram que a carta foi escrita em uma língua que a própria Irmã Maria inventou, usando línguas preexistentes que ela dominava bem. Somente em 2017 uma equipe de pesquisa de Catânia conseguiu decifrar o texto usando um software de decodificação da deep web.

## Beatificação

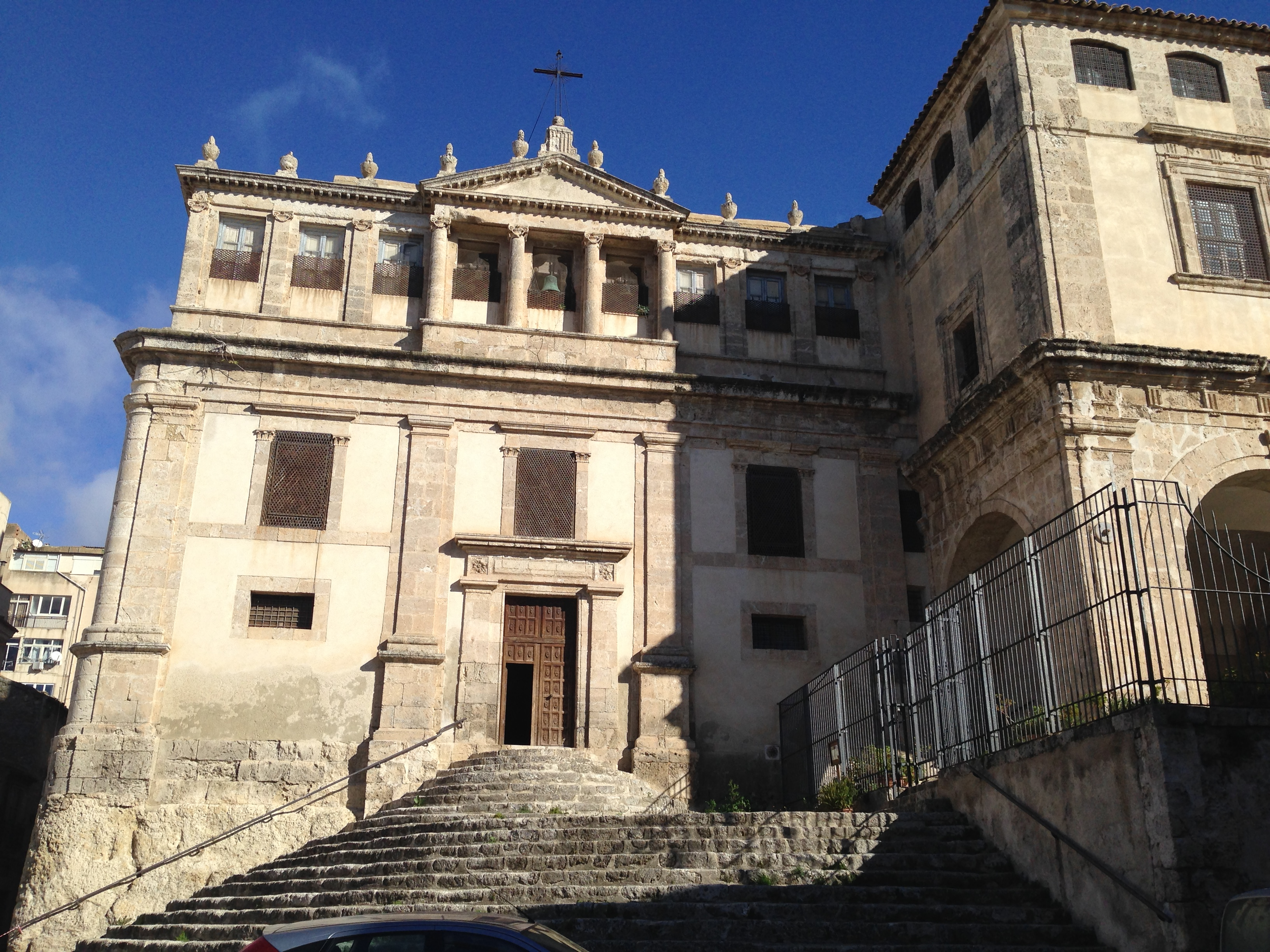
O mosteiro beneditino de Palma di Montechiaro onde passou a maior parte de sua vida e está sepultada

Um processo ordinário para sua beatificação foi iniciado em 20 de outubro de 1700 em Agrigento. No ano de 1704, o cônego Girolamo Turano compôs uma biografia da serva de Deus, publicada no mesmo ano e que relata alguns escritos. A primeira fase do processo apostólico ocorreu em 1737 na cidade vizinha de Licata; depois os documentos foram transferidos para Roma e, somente no ano 1787, o Papa Pio VI reconheceu suas virtudes heroicas.